# Joan Antoni Flecha Giannoni

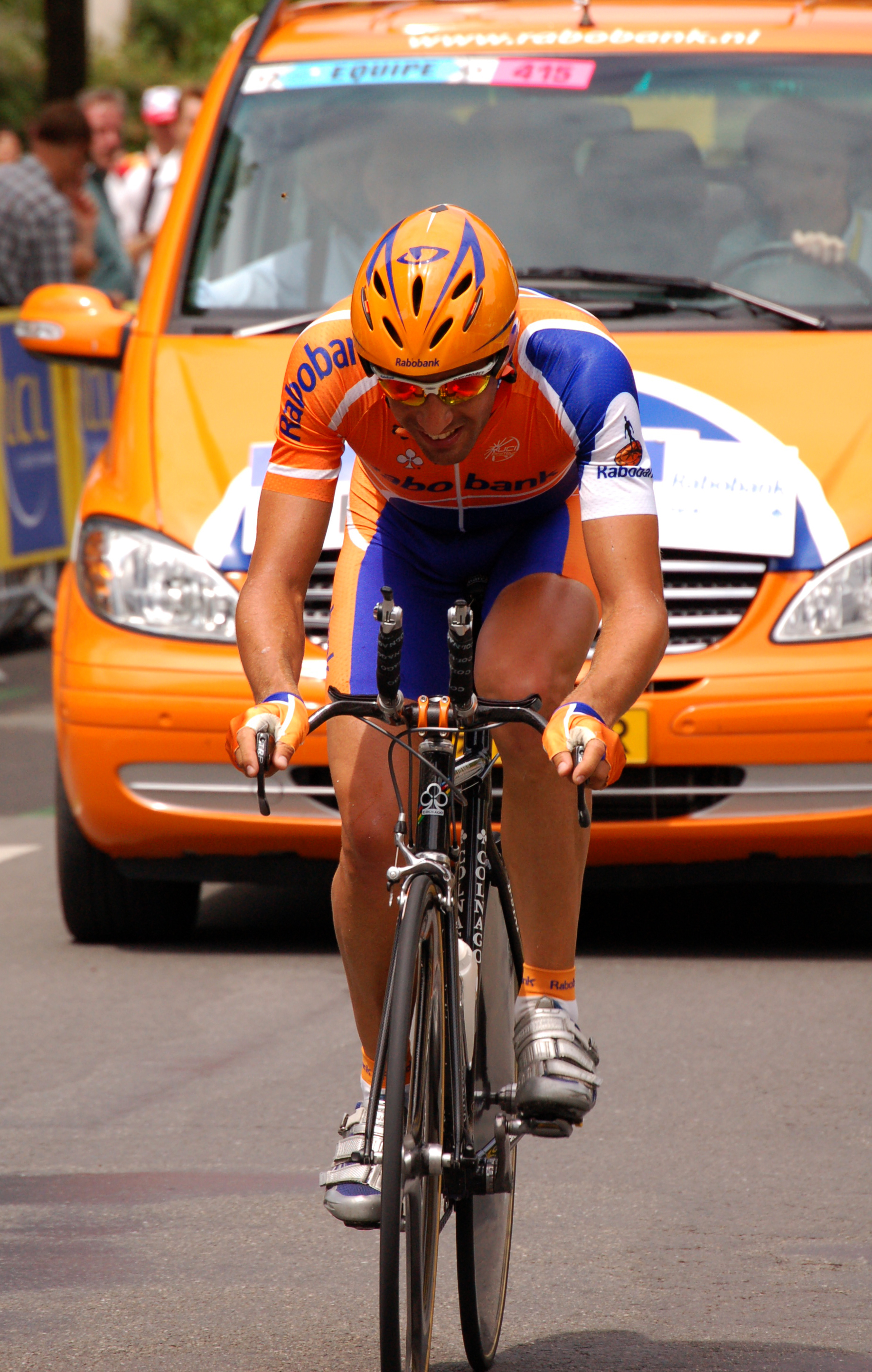
Joan Antoni Flecha al Tour de França de 2007

Juan Antonio Flecha Giannoni (Junín, Argentina, 17 de setembre de 1977) és un ex-ciclista català d'origen argentí, professional entre el 2000 i el 2013. En el seu palmarès destaca una etapa al Tour de França de 2003, el Campionat de Zúric de 2004 i l'Omloop Het Nieuwsblad de 2010.
Gran rodador, va destacar especialment en les clàssiques del nord, i en especial a la París-Roubaix, on la seva agressivitat li permetia estar entre els millors. En aquesta cursa va pujar tres vegades al podi, el 2005, 2007 i 2010. sent el català que més vegades hi ha pujat al podi, per davant de Miquel Poblet. Això va fer que fos conegut com a Van Der Flecha. És l'únic ciclista català en estar dins el Top Ten de la classificació final de l'extinta Copa del Món de Ciclisme.

## Biografia

### Primers anys
Va néixer a Junín, el seu pare va morir quan ell tenia només quatre anys. Als onze anys es va traslladar a viure a Sitges, on va continuar amb la pràctica del ciclisme en diferents equips amateurs catalans com la UC Vilanova, Bon Pastor o UC L'Hospitalet.
Com a juvenil va guanyar la Copa Catalana de Ciclisme i això li va permetre fitxar primer pel Kaiku i posteriorment pel Banesto el 1999. En aquests anys va començar a destacar, sent els millors resultats la tercera posició en la Cursa Ciclista del Llobregat de 1997 i en la desena etapa de la Volta a l'Argentina de 1999.

### 2000-2003. Primers anys com a professional
Els resultats obtinguts com a amateur el van dur a fitxar pel Relax-Bodysol el 2000. L'equip estava inclòs dins la Segona divisió de ciclisme, les tres existents aleshores. Com a professional va debutar en la Challenge de Mallorca el mes de febrer, sobresortint en el Trofeu Magaluf-Palmanova, en què finalitzà en 13a posició. El seu millor resultat en el primer any com a professional fou la cinquena posició final a la Clàssica als Ports de Guadarrama, disputada el mes d'agost.
Durant la seva segona temporada com a professional confirmà les bones expectatives dipositades en ell, aconseguint les primeres victòries com a professional. La primera d'elles fou la quarta etapa de la Volta a Aragó, en què atacà a manca de 600 metres per l'arribada a Terol sorprenent a la resta de rivals. Pocs dies després guanyà dues etapes i la general del Gran Premi Internacional de ciclisme MR Cortez-Mitsubishi i a primers de juny una etapa de l'Euskal Bizikleta. A banda d'aquestes victòries destaca la 5a posició final en la Volta a Castella i Lleó i la 10a en la Volta a Catalunya.
El 2002 fitxa per l'equip iBanesto.com. Tot i no aconseguir cap victòria en tota la temporada destaca pel seu caràcter agressiu, amb atacs constants, que el fan quedar tercer en la classificació final de la muntanya de la Volta a Espanya i tercer en l'etapa amb final a la Covatilla.
Des del començament de la temporada 2003, Flecha se centra en les carreres d'un dia, cosa que el duu a acabar tercer en el Trofeu Calvià o vint-i-cinquè en la París-Roubaix, sent l'únic ciclista espanyol en finalitzar totes les grans clàssiques de primavera que va disputar. Però és en les carreres per etapes on Flecha aconsegueix els millors resultats. Després de finalitzar en l'11a posició final de la Volta a Catalunya va disputar per primera vegada el Tour de França, on va guanyar l'11a etapa amb final a Tolosa de Llenguadoc. Aquesta era la primera victòria catalana al Tour des que Pedro Torres, andalús de naixement però català d'adopció, l'aconseguís el 1973. Després, al final de la temporada, va finalitzar tercer al Giro del Laci i 18è a la Volta a Llombardia.

## Palmarès
- 1999
  - 1r al Volta a Toledo
- 2001
  - 1r al Gran Premi Internacional de ciclisme MR Cortez-Mitsubishi i vencedor de 2 etapes
  - Vencedor d'una etapa de la Volta a Aragó
  - Vencedor d'una etapa de l'Euskal Bizikleta
- 2003
  - Vencedor d'una etapa del Tour de França
  - 3r al Giro del Laci
- 2004
  - 1r al Campionat de Zúric
  - 1r al Giro del Lazio
- 2005
  - Vencedor d'una etapa de la Volta a la Comunitat Valenciana
  - 2n a la Gant-Wevelgen
  - 3r a la París-Roubaix
- 2006
  - 2n al GP Ouest France-Plouay
  - 4t a la París-Roubaix
- 2007
  - 2n a la París-Roubaix
  - 2n a l'Omloop Het Volk
- 2008
  - 1r al Circuit Franco-belga
  - 3r al Tour de Flandes
  - 3r a la Fletxa Brabançona
- 2009
  - 3r a l'Omloop Het Nieuwsblad
- 2010
  - 1r a l'Omloop Het Nieuwsblad
  - 3r a la París-Roubaix
  - 3r al Gran Premi E3
- 2011
  - 2n a l'Omloop Het Nieuwsblad
- 2012
  - 2n al Circuit franco-belga
  - 3r al Tour de Qatar
  - 3r a l'Omloop Het Nieuwsblad
  - 4t a la París-Roubaix
- 2013
  - 5è a la Gant-Wevelgen

### Resultats al Tour de França
- 2003. 104è de la classificació general. Vencedor d'una etapa
- 2004. 93è de la classificació general
- 2005. 73è de la classificació general
- 2006. 82è de la classificació general
- 2007. 85è de la classificació general
- 2008. Fora de control (19a etapa)
- 2009. 102è de la classificació general
- 2010. 89è de la classificació general
- 2011. 98è de la classificació general
- 2013. 93è de la classificació general

### Resultats a la Volta a Espanya
- 2000. 113è de la classificació general
- 2001. 72è de la classificació general
- 2002. 41è de la classificació general
- 2005. Abandona (10a etapa)
- 2008. 74è de la classificació general
- 2010. Abandona (7a etapa)
- 2012. 98è de la classificació general
- 2013. 44è de la classificació general

### Resultat al Giro d'Itàlia
- 2012. 36è de la classificació general